# Sant Esteve d'Olius
Sant Esteve d'Olius és l'església parroquial d'Olius, al Solsonès, declarada Bé cultural d'interès nacional.

## Descripció

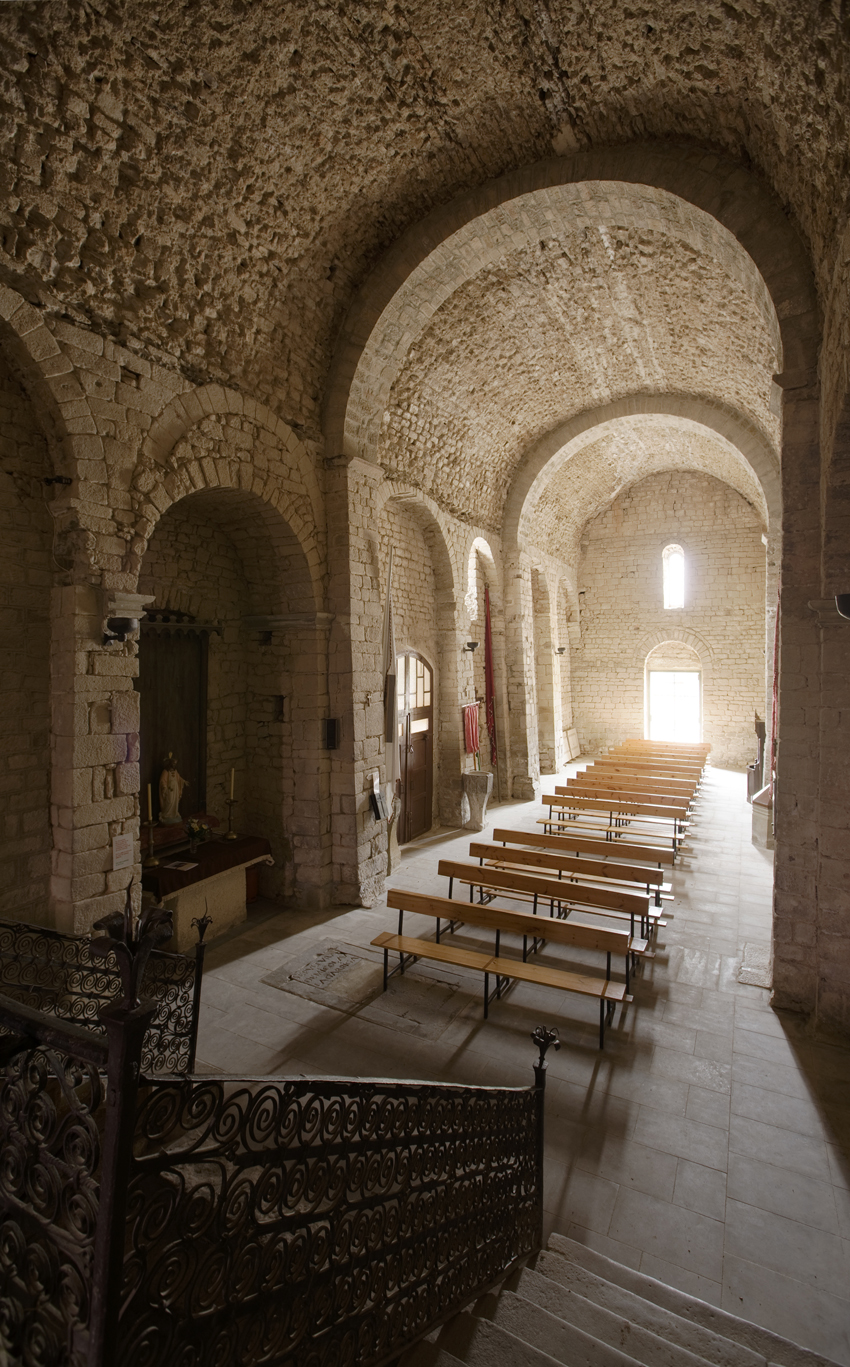
Interior de l'església

La parròquia de Sant Esteve d'Olius, esmentada des del 985, es troba aïllada a la dreta del Cardener, al centre d'un terme rural. L'edifici actual, bastit a la segona meitat del segle xi i consagrat el 1079, és d'una nau amb absis semicircular, coberta amb volta de canó, que recolza sobre arcs torals, reforçats a l'exterior per contraforts adossats. L'absis és decorat exteriorment amb arcuacions i lesenes de tipus llombard. Sota el presbiteri elevat hi ha una cripta, que constitueix l'element més interessant del conjunt. Semblant a les de Cardona i Vic, està formada per tres naus prou altes (3,20 m), separades per sis columnes de fust i capitells desiguals, i cobertes amb volta d'aresta. Està il·luminada per tres finestres obertes a la part baixa de l'absis. L'accés actual a la cripta, mitjançant un arc rebaixat i una escalinata amb barana de ferro forjat, respon a una modificació posterior, probablement del segle xvi. Al mur nord hi ha la porta del campanar, és una torre quadrada propera a l'absis i amb finestres sageteres, a la part superior hi ha una finestra d'arc de mig punt per banda. L'actual porta d'accés és al mur sud, amb grans dovelles treballades. La porta primitiva, avui tapiada, és al frontis, d'arc de mig punt. Són també actuacions posteriors la porta adovellada de migdia, que substitueix la de ponent, i la torre del campanar. Modernament l'interior de l'església ha estat despullat de l'ornamentació de tipus classicitzant, afegida probablement a la segona meitat del segle xvii. Entre l'absis i el portal hi ha una masia adossada, del segle xvii, que correspon a la rectoria. Del primitiu castell d'Olius resta una masia a cent passos de l'església, i en la qual encara es pot veure part d'una torre.
No lluny de l'església hi ha un cementiri modernista d'aire gaudinià, construït l'any 1916 sobre i entre grans roques per Bernardí Martorell, deixeble del mateix Antoni Gaudí.

## Història

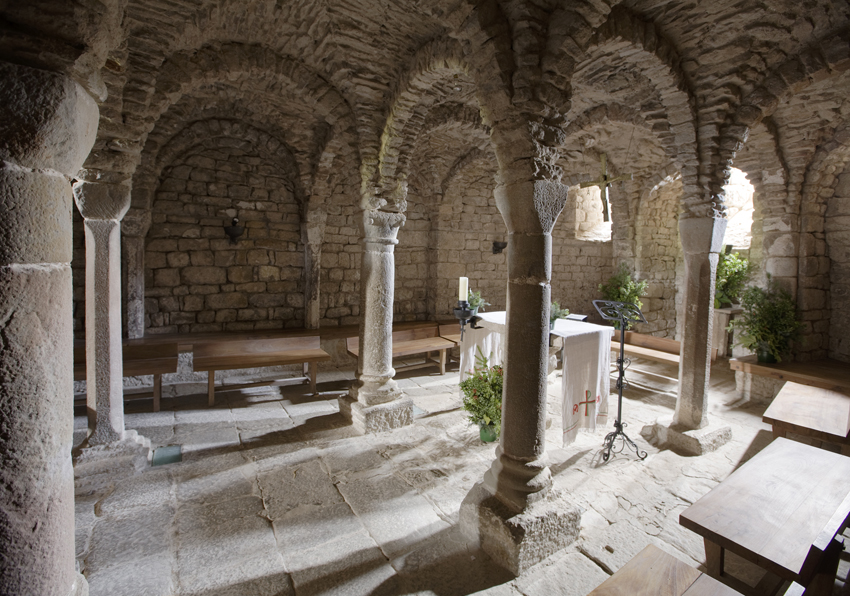
La cripta

L'església dedicada a sant Esteve existia ja al segle x, al castell on el comte d'Urgell tenia un dels seus palaus. "Domum sancti Stephani": 985. El 1041 la comtessa Constança, vídua d'Ermengol II d'Urgell, donà un alou que li era propi a l'església de Sant Esteve d'Olius. El 1102, el comte Ermengol V d'Urgell llegà a l'església de Santa Maria de Solsona el castell d'Olius, amb l'església de Sant Esteve i les sufragànies.
El 1143, el comte Ermengol d'Urgell en reiterà la dominació. El 1150, el papa Eugeni III confirmà al prepòsit de Solsona la senyoria de l'església d'Olius. El 1182 el comte d'Urgell, Ermengol de València, feu solemne lliurament a la predita canònica del castell i església d'Olius. En temps posteriors el darrer marquès d'Olius feu donació del seu títol a la verge del Claustre i en representació de la mitra de Solsona: amb aquest motiu els bisbes havien obtingut el títol de marquesos.
A Sant Esteve d'Olius es congregaren en una ocasió de l'any 1318 alguns canonges solsonins disconformes amb un cert procedir impositiu dels nobles Guillem i Ramon de Cardona. L'afer arribà a la cort papal d'Avinyó.